# Euphrasia simplex
Euphrasia simplex là loài thực vật có hoa thuộc họ Cỏ chổi. Loài này được D.Don mô tả khoa học đầu tiên năm 1825.